# Breitenholz (Ammerbuch)
Breitenholz ist ein Ortsteil der Gemeinde Ammerbuch im baden-württembergischen Landkreis Tübingen.

## Geographische Lage

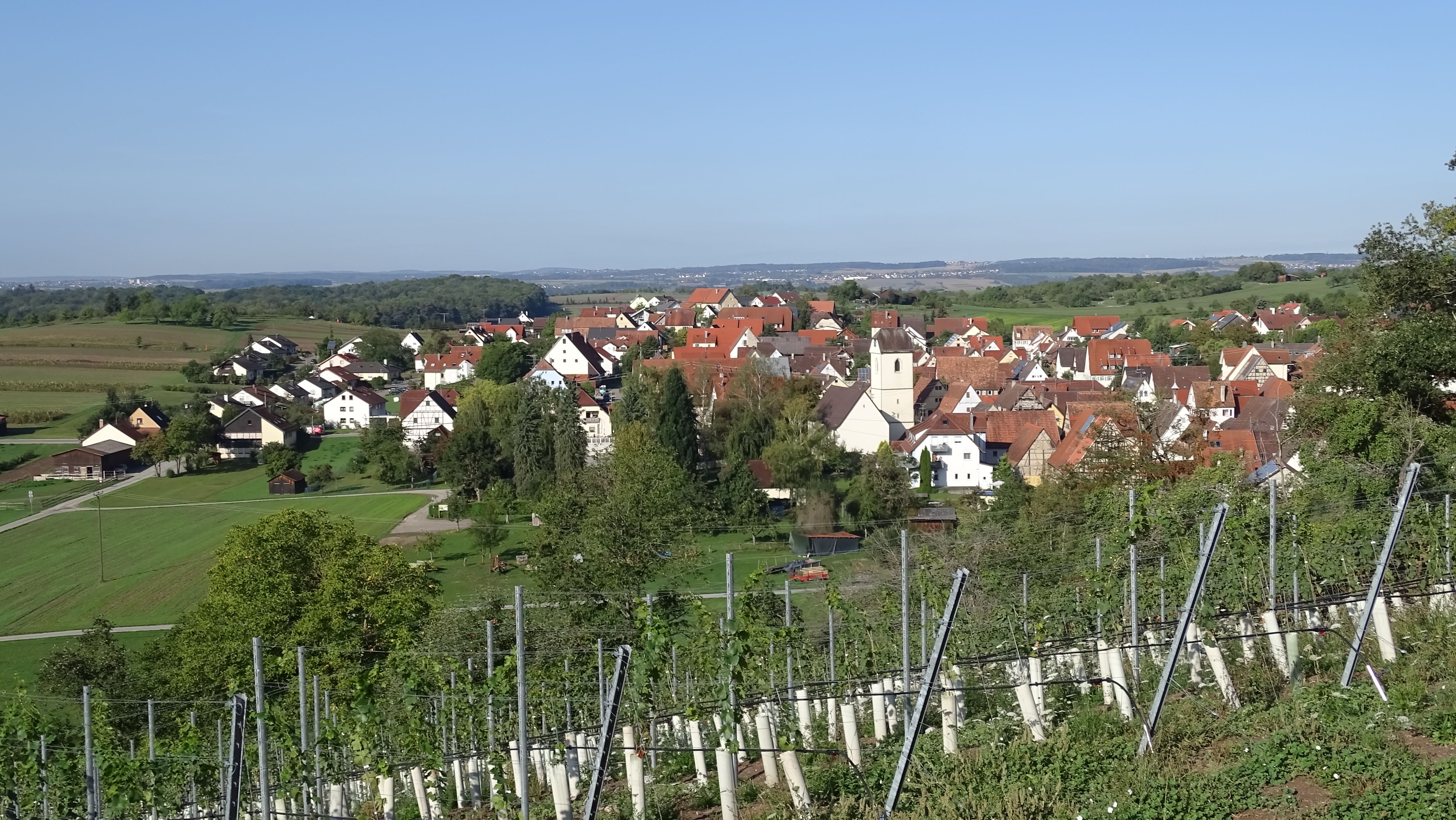
Breitenholz von den Weinbergen aus gesehen

Breitenholz liegt am Südwestrand des Schönbuchs – knapp 2 km nordnordwestlich des vom Käsbach durchflossenen Ammerbucher Kernorts Entringen. Westlich bis nördlich grenzt der Landkreis Böblingen mit dem westlich gelegenen Herrenberger Ortsteil Kayh an. 3,8 km südwestlich fließt die Ammer, an der sich die Ammerbucher Ortsteile Altingen, Reusten und Poltringen befinden.

## Geschichte
Am 1. Dezember 1971 fusionierte Breitenholz mit fünf weiteren Gemeinden zur neuen Gemeinde Ammerbuch.

## Statistik
Breitenholz hat 762 Einwohner (Stand: Januar 2023) und ist damit von der Einwohnerzahl der kleinste Ammerbucher Ortsteil. Die Fläche beträgt 1082 Hektar. Damit ist Breitenholz flächenmäßig betrachtet nach Entringen der zweitgrößte Ortsteil. Die Meereshöhe beträgt zwischen 386 und etwa 550 Meter über Normalnull. Ein beträchtlicher Teil der Fläche ist bewaldet.
Die Einwohnerzahl hat sich im Vergleich zu den umliegenden Orten und der ganzen Region weniger stark entwickelt.
| Jahr      | 1855 | 1900 | 1950 | 1961 | 1970 | 2000 | 2006 | 2008 | 2011 | 2016 | 2019 |
| --------- | ---- | ---- | ---- | ---- | ---- | ---- | ---- | ---- | ---- | ---- | ---- |
| Einwohner | 522  | 450  | 520  | 448  | 462  | 697  | 747  | 752  | 758  | 749  | 749  |

## Infrastruktur, öffentliche Einrichtungen und Telekommunikation
In Breitenholz gibt es ein Rathaus, einen Kindergarten, eine Kirche und ein Gemeindehaus. Die Grundschule ist geschlossen. Es gibt ein Hotel und Gasthof sowie einen Pizzalieferservice. Es gibt aber heute keine Post, Bank oder Ladengeschäfte mehr.
Der Personenverkehr am weit entfernt vom Dorf liegenden Bahnhof Breitenholz (Gebäude wurde 1909 erbaut) der Ammertalbahn wurde mit Beginn des Jahres 1960 eingestellt und bei der Wiederinbetriebnahme der Strecke 1995 wurde der Halt nicht reaktiviert. Auf dem Bahnhofsgelände befindet sich heute ein Recyclingunternehmen. Eine Buslinie verbindet den Ort mit den Bahnhöfen Entringen und Herrenberg im Taktverkehr. Bis in die 1970er Jahre gab es außerdem eine Schmalspurbahn, die den Gips vom zwischen Breitenholz und Entringen gelegenen Steinbruch bis ans am Bahnhof gelegene Gipswerk transportierte.
In Breitenholz war lange kein breitbandiger Internetzugang verfügbar. Im August 2009 wurde mit Mitteln des Infrastruktur-Förderprogramms des Landes Baden-Württemberg eine Leerrohrtrasse nach Entringen verlegt, im Februar 2010 ein Glasfaserkabel zur Ortsvermittlungsstelle nach Entringen eingezogen und letztlich am südlichen Ortseingang (Walterstraße) ein Outdoor-DSLAM installiert. Seit Inbetriebnahme im März 2010 sind im gesamten Ort ADSL2+-Anschlüsse mit einer Bandbreite von bis zu 16 MBit/s verfügbar. Problematisch bleibt die Mobilfunkversorgung in Breitenholz, vor allem innerhalb von Gebäuden ist häufig kein Empfang vorhanden. Lediglich der Mobilfunkanbieter E-Plus bietet mittels einer 800 m nordwestlich des Ortskerns gelegenen Basisstation eine flächendeckende GSM-Netzabdeckung in ganz Breitenholz.

## Sehenswürdigkeiten
Am Schönbuchrand oberhalb von Breitenholz befindet sich die Ruine der Burg Müneck. Die Erbauer, die Herren von Müneck, sind urkundlich von 1270 bis 1390 erwähnt. Wann und wodurch die Burg zerstört wurde, ist nicht belegt. Von der Burg sind, außer vereinzelten Mauersteinen, nur noch die mächtigen Gräben sichtbar. An dem Bergsporn liegt ein Aussichtspunkt, der bei klarem Wetter eine weite Aussicht über das Korngäu, die Wurmlinger Kapelle bis hin zum Rand der Schwäbischen Alb und der Burg Hohenzollern bietet.

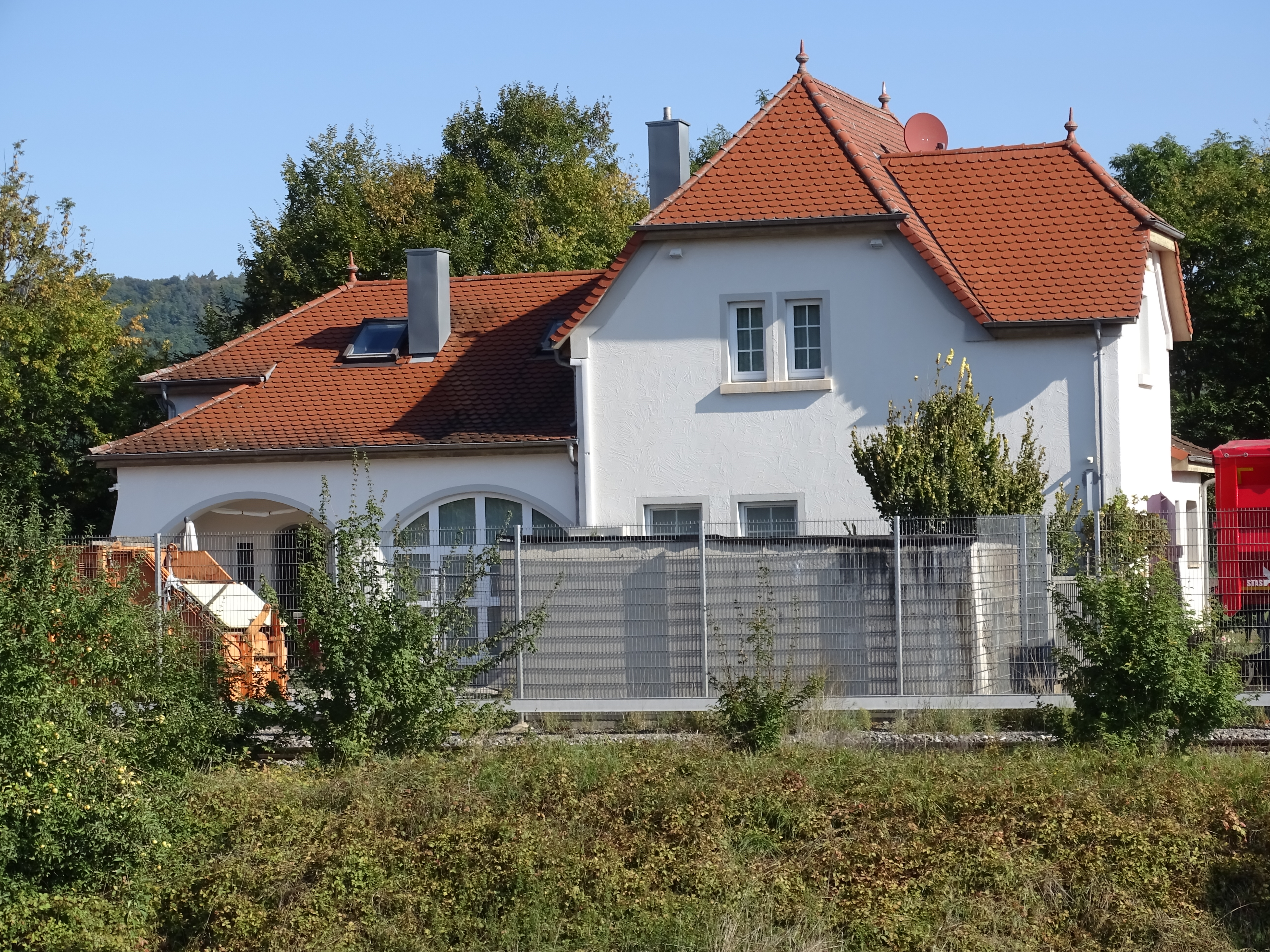
Stillgelegter Bahnhof Breitenholz

In der Breitenholzer Forsthausstraße befindet sich seit 2006 das Museum Anthon. Hier präsentiert der ortsansässige Zeichner und Lithograph Hans Anthon Wagner Kunst im kleinen Bildformat. Etwa vierhundert 10 × 10-Zentimeter-Exponate sind ausgestellt.
Rund um Breitenholz laden eine Vielzahl von Feld- und Wanderwegen zum Spazieren und Wandern ein. Durch die Südhanglage am Schönbuchrand sind sie insbesondere an sonnigen Wintertagen sehr beliebt.
Die Geschichte der Pfarrkirche Heiligkreuz und Sankt Wendelin geht zurück bis ins Jahr 1453, als eine Kapelle an gleicher Stelle das erste Mal urkundlich erwähnt wurde. Der Kirchturm existiert seit dem 14. Jahrhundert, wobei das angebaute Langhaus 1964 neu erstellt wurde, nachdem das 1577 gebaute Kirchenhaus abgerissen wurde.
Markant sind auch die „Gruabbänke“ (schwäbisch „gruaben“ = ausruhen), von denen in Breitenholz eine und am Ortsrand zwei erhalten sind. Diese torähnlichen hohen Steinbänke waren als Ablage für schwere Tragekörbe gedacht und dienten als Ruheplätze.

## Veranstaltungen

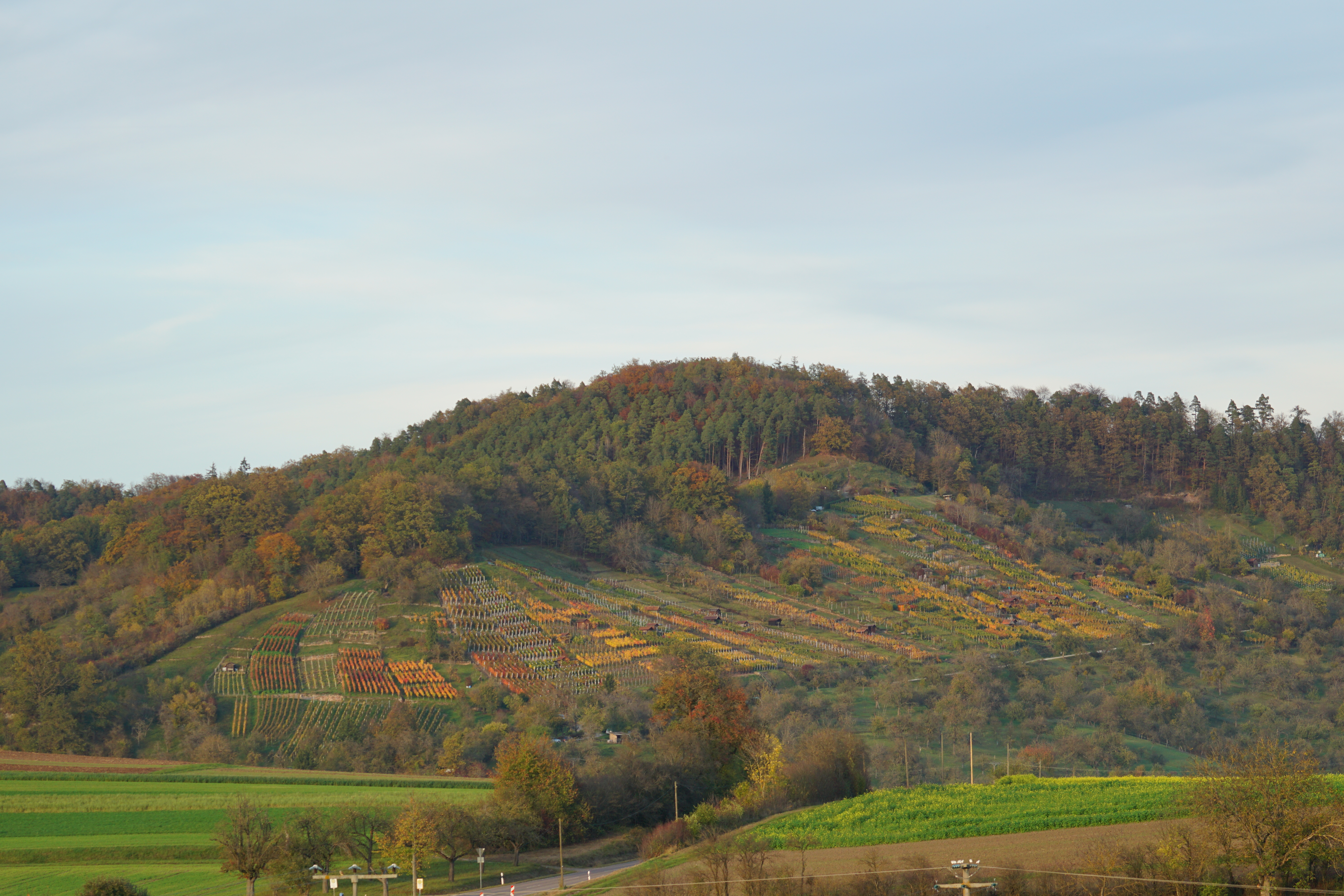
Weinberge Breitenholz Hinterhalde

Am letzten August-Wochenende findet unterhalb der Weinberge das Breitenholzer Weinfest statt, das in den letzten Jahren immer mehr Zulauf fand. Ursprünglich wurde das Weinfest aus der Not geboren, den eigenen gekelterten Wein zu vermarkten. Die Winzer kelterten eine zu große Menge, um sie selbst zu verzehren und eine zu kleine Menge, um sie kommerziell zu vermarkten. Aus dieser Not wurde das Weinfest geboren, bei dem an warmen, trockenen Wochenenden bis zu 100 % des Vorjahresweines verkauft werden können. Breitenholz gehört zum Bereich Oberer Neckar des Weinbaugebietes Württemberg. Die Einzellage nennt sich Breitenholzer Hinterhalde.

## Söhne und Töchter des Ortes

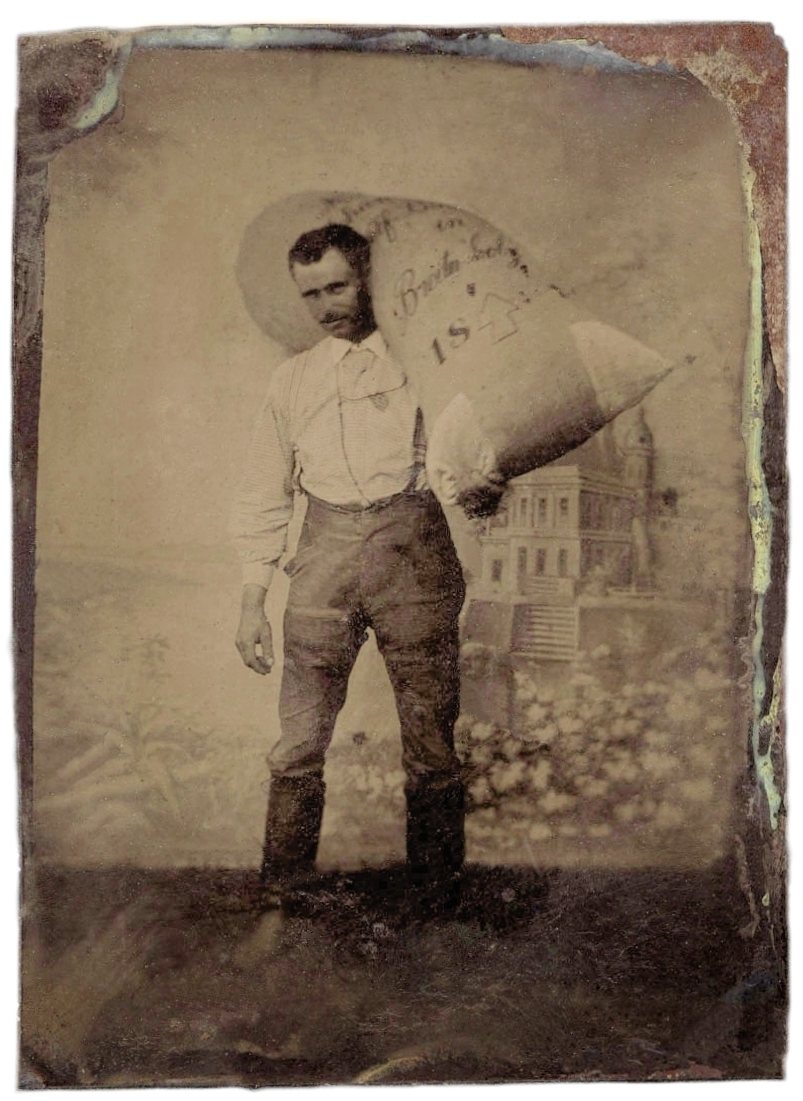
Mann mit Sack aus Breitenholz, 1894

- Richard Epple (1954–1972), Jugendlicher, der bei einer Polizeiverfolgung erschossen wurde. Nach ihm ist das Epplehaus in Tübingen benannt.